# Kitty Genovese
Susan Catherine Genovese (ur. 7 lipca 1935, zm. 13 marca 1964; powszechnie znana jako Kitty Genovese) – amerykanka, mieszkanka Nowego Jorku, która została brutalnie zamordowana pod swoim domem w Kew Gardens, dzielnicy Queens w Nowym Jorku. 
Dwa tygodnie po pierwszej wzmiance o wydarzeniu w kronice policyjnej, The New York Times opublikował na jego temat reportaż, według którego 37–38 świadków było świadomych toczącej się pod ich oknami zbrodni, i nie zareagowało ani nie wezwało policji. Tekst rozpoczął dochodzenie w sprawie psychologicznego fenomenu tej sytuacji, która została nazwana efektem widza lub „syndromem Genovese”. Jest to przykład dyfuzji odpowiedzialności. W późniejszym czasie sprostowano niektóre z informacji podanych w oryginalnym artykule – atak rozwijał się na przestrzeni kilku różnych miejsc w dłuższym czasie, a pewni mieszkańcy sąsiedztwa zareagowali w rzeczywistości na wołania o pomoc, między innymi wzywając policję, bagatelizując przy tym jednak zajście. 

## Życie
Kitty była najstarszą z pięciorga dzieci włosko-amerykańskiej rodziny i dorastała na nowojorskim Brooklynie. Według wspomnień bliskich była pewna siebie i miała pogodny charakter. Po tym, jak jej matka była świadkiem zabójstwa w mieście, rodzina w 1954 roku zdecydowała przenieść się do Connecticut. Kitty, mając już dziewiętnaście lat, postanowiła pozostać w Nowym Jorku z dziadkami. Pod koniec lat 50. żyła samodzielnie na Brooklynie i pracowała jako barmanka. Przed śmiercią zamieszkała wspólnie z partnerką, Mary Ann Zielonko, i pracowała jako menadżer w barze na Jamajka Avenue w Hollis w Queens. Jest pochowana w grobie rodzinnym na cmentarzu Lakeview w New Canaan w stanie Connecticut.

## Atak
Wracając do domu około 3:15, zaparkowała 30 metrów od swojego mieszkania. Wtedy podbiegł do niej uzbrojony w nóż Winston Moseley. Kobieta wołała o pomoc i uciekła na pewien dystans. Była słyszana przez kilku sąsiadów, ale podczas chłodnej nocy większość okien była zamknięta. Kiedy jeden z sąsiadów krzyknął do atakującego „Zostaw tę dziewczynę!”, Moseley odbiegł od Kitty, a ona zdołała dojść do narożnika swojego domu. Była bardzo poważnie ranna, ale z punktu widzenia sąsiadów nie było powodów, by sądzić, że potrzebowała pomocy. Prawdopodobnie z powodu obrażeń nie była już w stanie głośno krzyczeć.
Raporty z pierwszych wezwań policji są niejasne i nie były uznane przez nią za bardzo istotne. Jeden ze świadków zeznał, że jego ojciec wezwał policję po początkowym ataku i podał, że kobieta została pobita, ale wstała o własnych siłach. Część świadków uznała cały incydent za kłótnię rodzinną.
Moseley wsiadł do samochodu i odjechał na oczach części świadków; wrócił jednak na miejsce po dziesięciu minutach bez zwracania niczyjej uwagi. Odnalazł prawie nieprzytomną Genovese pod drzwiami jej domu, i zadał jej kolejne ciosy nożem. Postaci obrażeń wskazywały, że kobieta próbowała się bronić. Morderca zgwałcił i okradł ofiarę z $49, i opuścił miejsce zdarzenia. Cały incydent trwał około pół godziny. Do jeszcze żywej Genovese wyszła sąsiadka, mimo braku pewności czy sprawca nie powróci kolejny raz, i towarzyszyła jej do przyjazdu policji.
Kilka minut po zakończeniu drugiego ataku jeden ze świadków, Karl Ross, wezwał policję, która przyjechała w ciągu kolejnych kilku minut. Ambulans zabrał Genovese o 4:15, godzinę po początku zdarzenia. Kobieta zmarła w drodze do szpitala.
Śledztwa policji i prokuratury ustaliły, że około 12 świadków słyszało lub widziało fragmenty ataku (prawie na pewno nie 38, jak podano w pierwotnej relacji NYT), jednak nikt nie był świadomy jego całego przebiegu. Tylko jeden świadek, Joseph Fink, zdawał sobie sprawę, że w pierwszej części doszło do ataku nożem, a tylko drugi świadek, Karl Ross, wiedział o tym w przypadku drugiej części napaści. Większość osób zeznała, że myślała, że krzyki wynikały ze sprzeczki, a nie wskazywały na zabójstwo.

## Sprawca
Winston Moseley został zatrzymany dwa tygodnie po wydarzeniu w trakcie włamania. Był żonatym mężczyzną i miał troje dzieci. Przyznał się do zabójstwa Genovese i dwóch innych zabójstw na tle seksualnym oraz wielu włamań i został skazany na karę śmierci, zamienioną później na dożywocie. W trakcie odbywania kary wielokrotnie wnioskował o zwolnienie warunkowe, ostatni raz w listopadzie 2015 roku. W dniu 28 marca 2016 zmarł w wieku 81 lat w więzieniu o zaostrzonym rygorze Clinton Correctional Facility w Dannemora w stanie Nowy Jork.

## Oddźwięk
Morderstwo Kitty Genovese stało się inspiracją do badań psychologicznych, publikacji, piosenek oraz programów telewizyjnych. W szczególności pierwsza relacja, opisująca obojętność 37 lub 38 świadków, wywołała duży negatywny oddźwięk. Jednakże niemal dziesięć lat po zdarzeniu w tym samym miejscu doszło do podobnego zabójstwa, które również zostało przez większość świadków zignorowane.
Zabójstwo zapoczątkowało badania nad zjawiskiem rozproszenia odpowiedzialności. Uznano także, że świadkowie zakwalifikowali zdarzenie jako banalną kłótnię między mężczyzną a kobietą pod wpływem stereotypów społecznych.